# Yperenberg

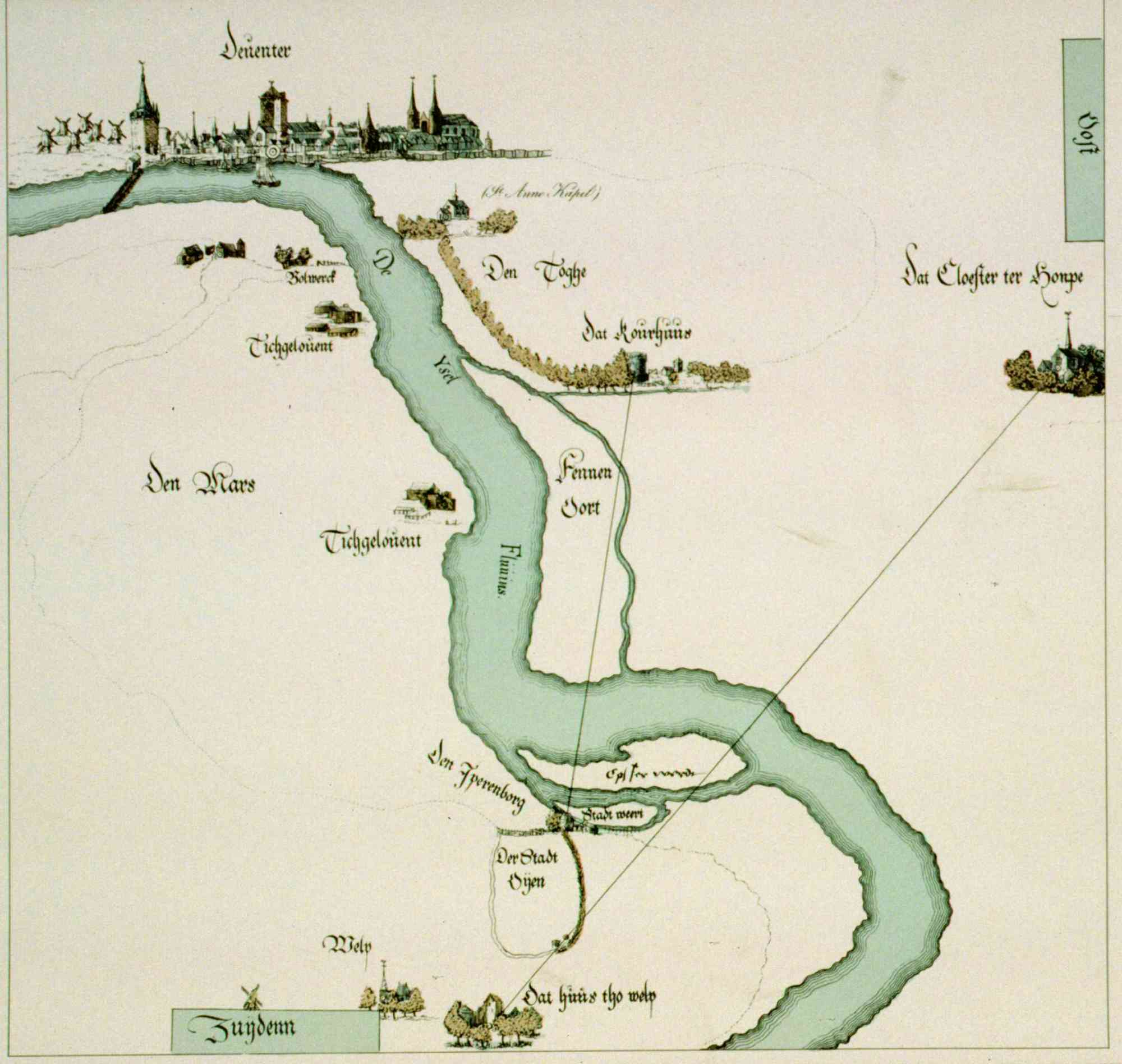
Kaart van Deventer en omgeving uit 1567 door Joannes van Doetecum, op de kaart staat onderin de Yperenberg aangegeven.

De Yperenberg (ook wel de Yperenborg)  was een versterking aan de westelijke oever van de IJssel bij Deventer. Ze bewaakte een doorgang aan de zuidzijde de Deventer stadslandweer die rond het stadsland genaamd 'de Mars' lag. De wachtpost werd in 1396 voor het eerste genoemd als het "steynhues achter up den Mersch" en stamt waarschijnlijk van kort daarvoor. In 1405 werd een stenen toren aan het complex toegevoegd. In rustige tijden werd de Yperenberg minimaal bemand, maar in tijden van oorlog was het complex "met een goet aantal knechten bezet".
Op de hogere plek met de naam Yperenberg niet ver van de IJssel is van oudsher een boerderij gevestigd. In 1945 werd deze bij oorlogshandelingen vernield. De kern van de huidige landbouwbedrijf dateert van 1948, het is een wederopbouwboerderij.